# Jacques Mellet
Pour les articles homonymes, voir Mellet (homonymie).
Jacques Marie Mellet, né le 7 septembre 1807 à Vitré, mort le 31 mai 1876 à Rennes, est un architecte français du XIXe siècle.

## Biographie
Fils de Jacques Mellet, propriétaire vitréen, et de Marie Bourzé.
Né sur la paroisse Saint-Martin de Vitré, cet ancien Saint-Cyrien ouvre un cabinet d'architecte à Rennes au début des années 1840. Vice président de la première Société des Architectes de Rennes en 1849, père de quatre enfants dont les aînés, Jules et Henri, deviendront également architectes.
Il s'illustre par la construction d'églises dans le diocèse de Rennes, privilégiant le style néo-gothique dont la chapelle des Missionnaires, édifiée à compter de 1841, sera le premier manifeste dans la capitale bretonne. Outre quelques hôtels particuliers, sa production, plutôt localisée au sud de Rennes et dans la région de Vitré, compte nombre de châteaux construits pour une aristocratie monarchiste, au pouvoir foncier encore notoire et très proche des instances catholiques.
À la fin de sa vie, Jacques Mellet délaissera le néogothique romantique, tentant quelques incursions vers la renaissance ou le néo-roman, ses fils se faisant les ardents promoteurs de ce style matiné d'influences poitevines et saintongeaises. Pour autant, son œuvre la plus connue, la tour de Notre-Dame de Rennes, offre l'exemple d'un souci exemplaire d'adaptation du projet aux données préexistantes de par le choix d'un style classique en adéquation avec les travaux réalisés au XVIIe siècle par les Mauristes.

## Œuvres

### Ille-et-Vilaine
Châteaux :

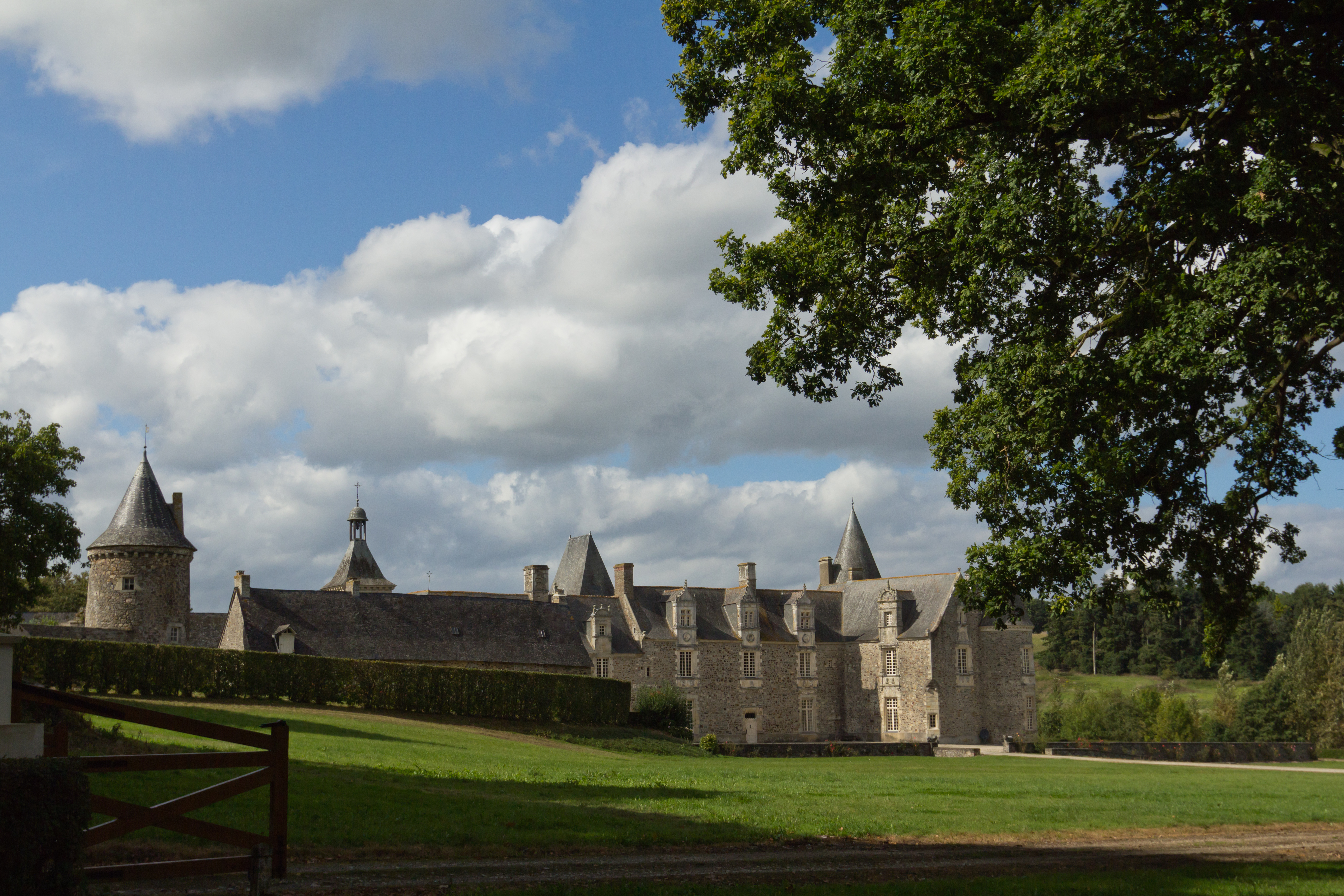
Le Château des Nétumières en Erbrée.

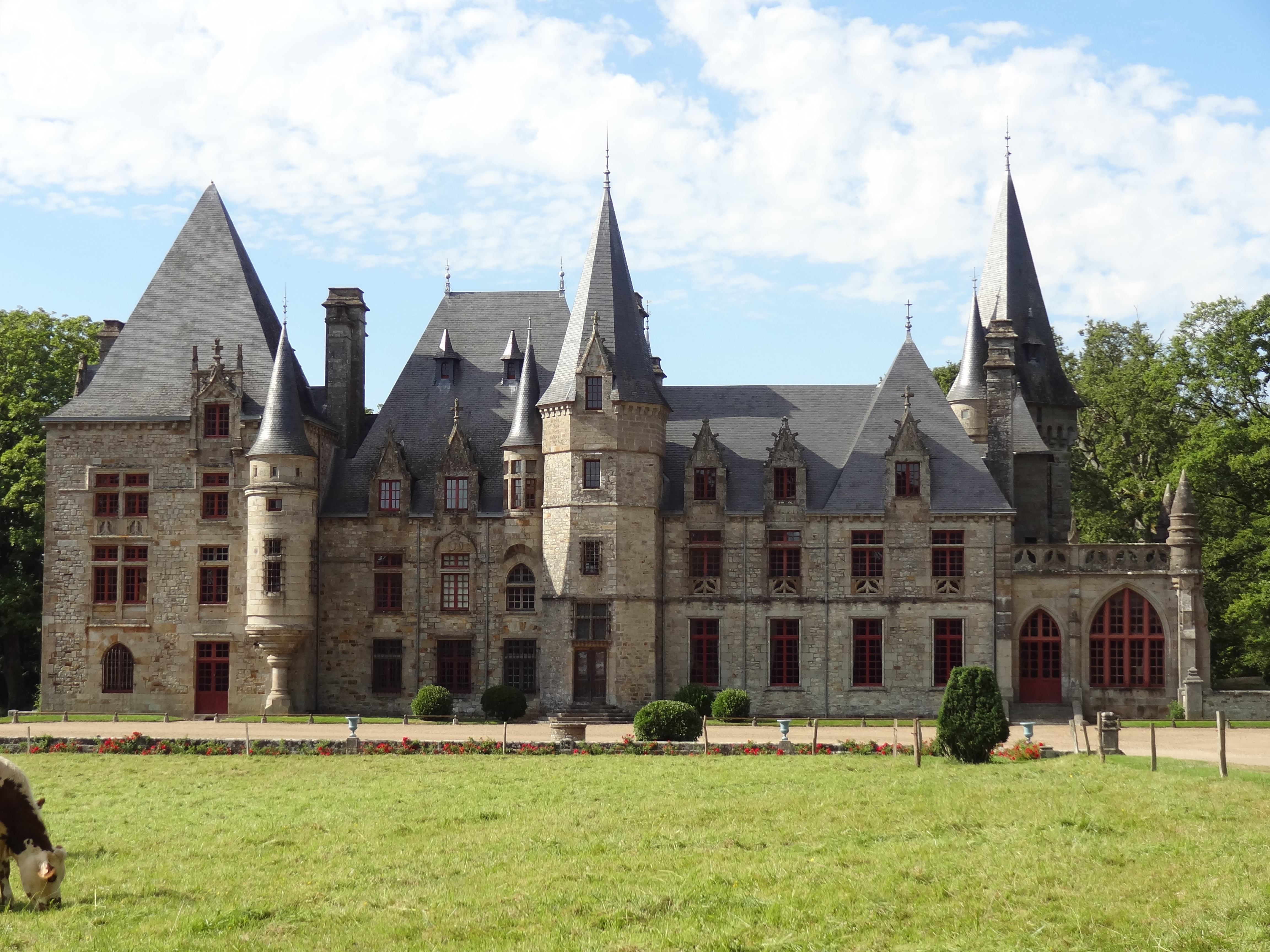
Le Château du Bois-Cornillé au Val-d'Izé.

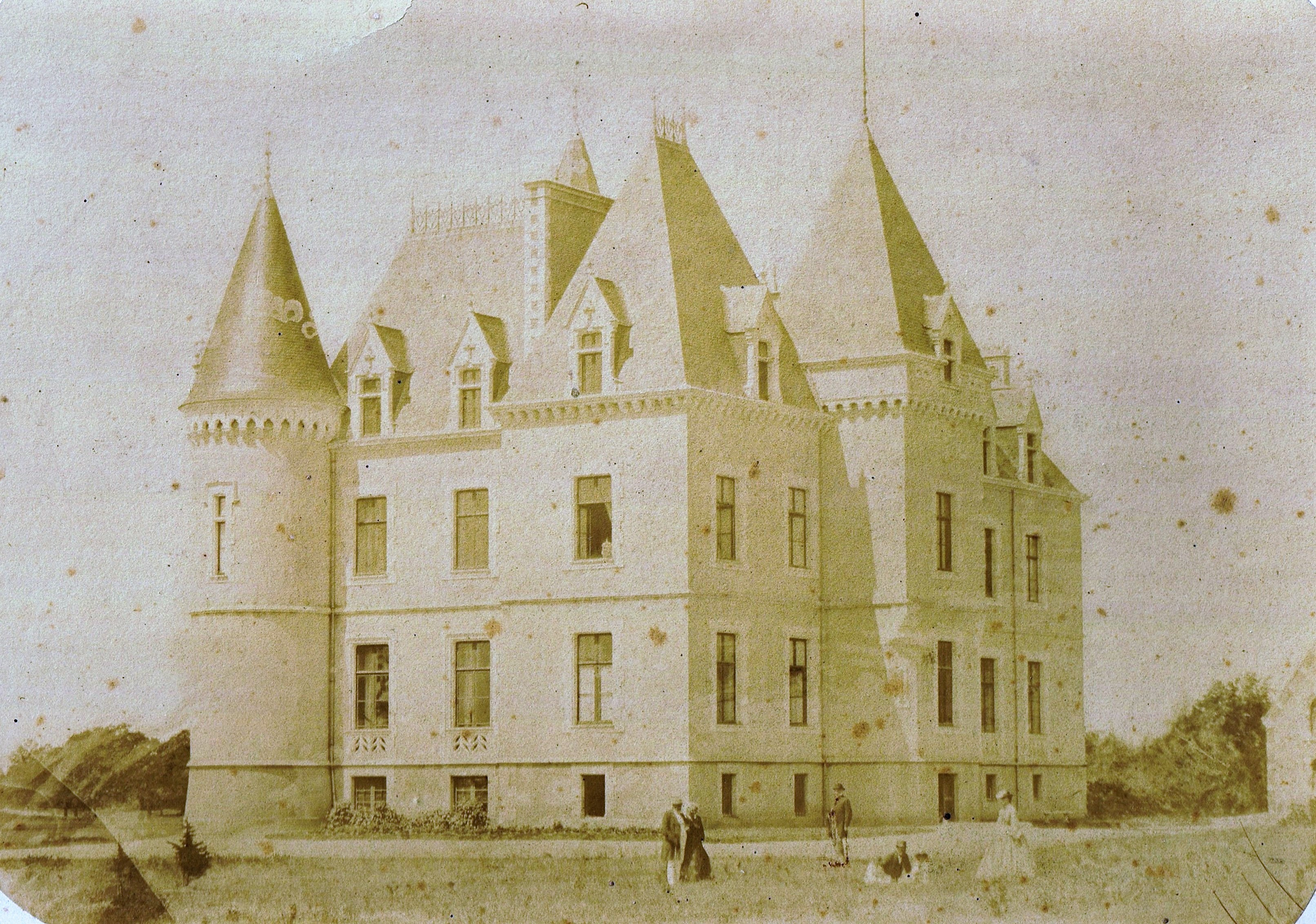
Le château des Tesnières 1875

- Château de la Haute-Forêt à Bréal-sous-Montfort, édifié de 1857 à 1866[6],
- Château des Tesnières à Torcé, érigé vers 1860[7],
- Château de La Chapelle-Erbrée, datant de 1871[8],
- Château de la Bichetière à Cornillé, œuvre de 1860[9],
- Château des Nétumières à Erbrée, agrandi vers 1860[10],
- Travaux de réaménagement de la façade ouest du Château de Lanrigan, au début des années 1860[11],
- Château de Bel-Air, au Pertre, entrepris de 1870 à 1873, et achevé par Henri, son fils, de 1910 à 1920[12],
- Château de la Touche Rolland, à Talensac, œuvre de 1852[13],
- Plan de restauration du Château du Bois-Cornillé à Val-d'Izé[14].
- Château des Cours, à Taillis
- Château de la Vieuville, datant de 1869.

Autres édifices civils :
- Maison Vatar, à Bruz, construite en 1850[15],
- Hôtel Mellet, Cour Saint-François (Rue Hoche), à Rennes, construit en 1851[16],
- Hôtel de Farcy, Quai Lamennais, à Rennes, édifié en 1852[16].

Églises :
- Église Saint-Jean de Bains-sur-Oust, église construite de 1854 et 1884 et terminée par son fils Henri[17],
- Église Notre-Dame de Bécherel, édifiée en 1866, à l'exception de la flèche, œuvre d'Arthur Regnault[18],
- Église Saint-Martin de Betton, hormis le beffroi et la flèche, construits en 1923 par Charles Couäsnon[19],
- Clocher de l'église Sainte-Trinité de Bourgbarré, érigé en 1858[20],

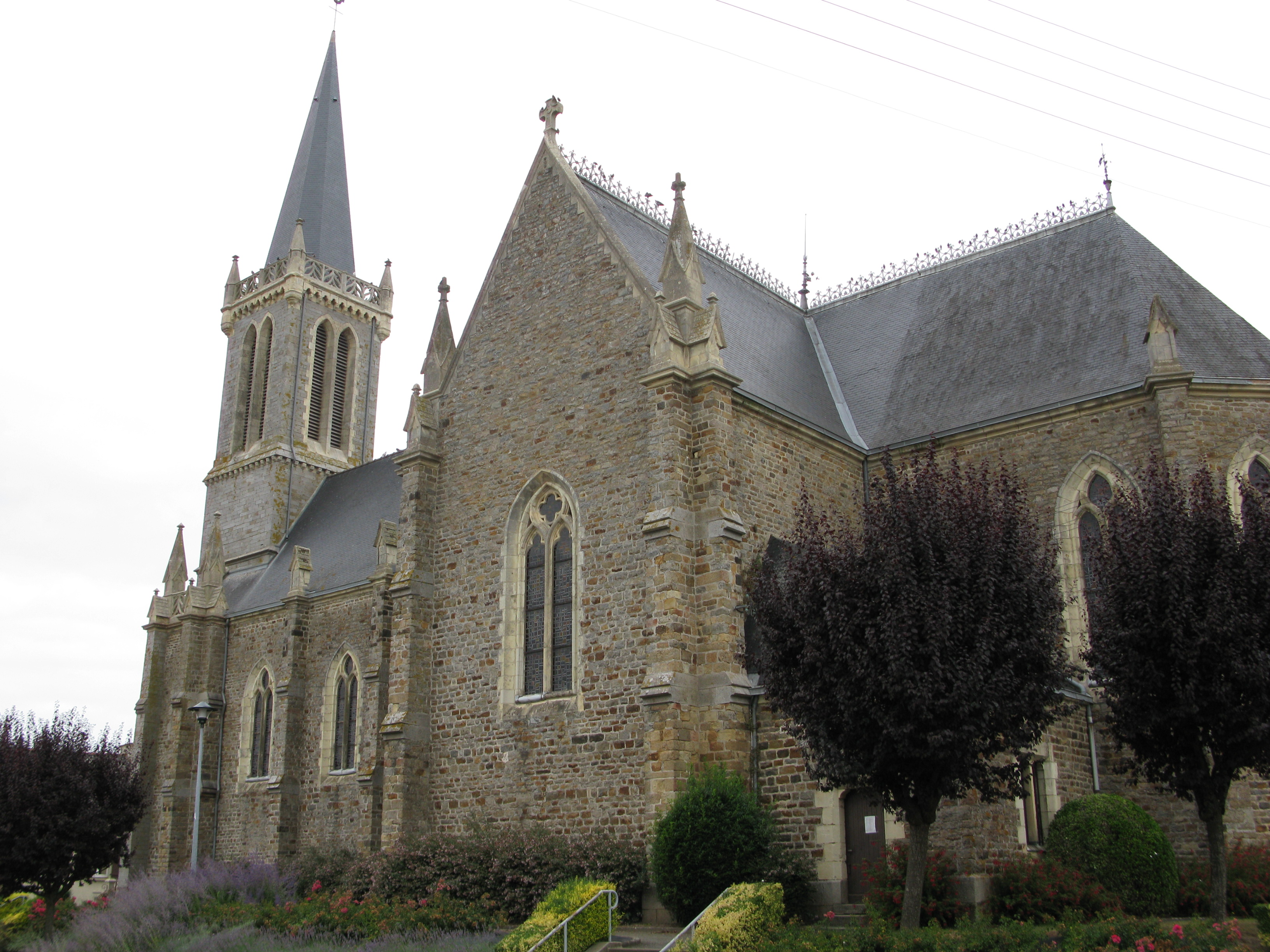
L'église Sainte-Trinité de Brielles.

- Église Sainte-Trinité de Brielles, bénie en 1859[21],
- Église Notre-Dame du Châtellier, construite de 1849 à 1853[22],
- Sacristie de l'église Saint-Pierre de Clayes, bâtie en 1862[23],
- Clocher de l'église Notre-Dame de Coësmes, érigé en 1859[24],
- Église Saint-Symphorien de Dingé, construite de 1869 à 1873, le clocher étant achevé en 1883 par son fils Jules[25],
- Église Saint-Martin de Goven, érigée entre 1849 et 1854[26],
- Tour-clocher, transept et chœur de l'église Saint-Pierre de Laillé, bâtis en 1851-1852[27],
- Église Saint-Pierre de Martigné-Ferchaud, édifice datant de 1867[28],
- Église Saint-Martin de La Mézière, construite en 1871[29],
- Église Saint-Martin de Monterfil, érigée de 1858 à 1864 pour le corps de l'édifice, et en 1874 pour la tour-clocher[30],
- Église Saint-Pierre de Mordelles, édifiée de 1856 à 1861, hormis le clocher, œuvre de Jules et Henri Mellet[23],
- Achèvement de la tour-clocher de l'église Notre-Dame de Rennes en 1855-1856 par la construction d'un beffroi sommé d'une coupole et d'une statue de la Vierge à l'Enfant[31],

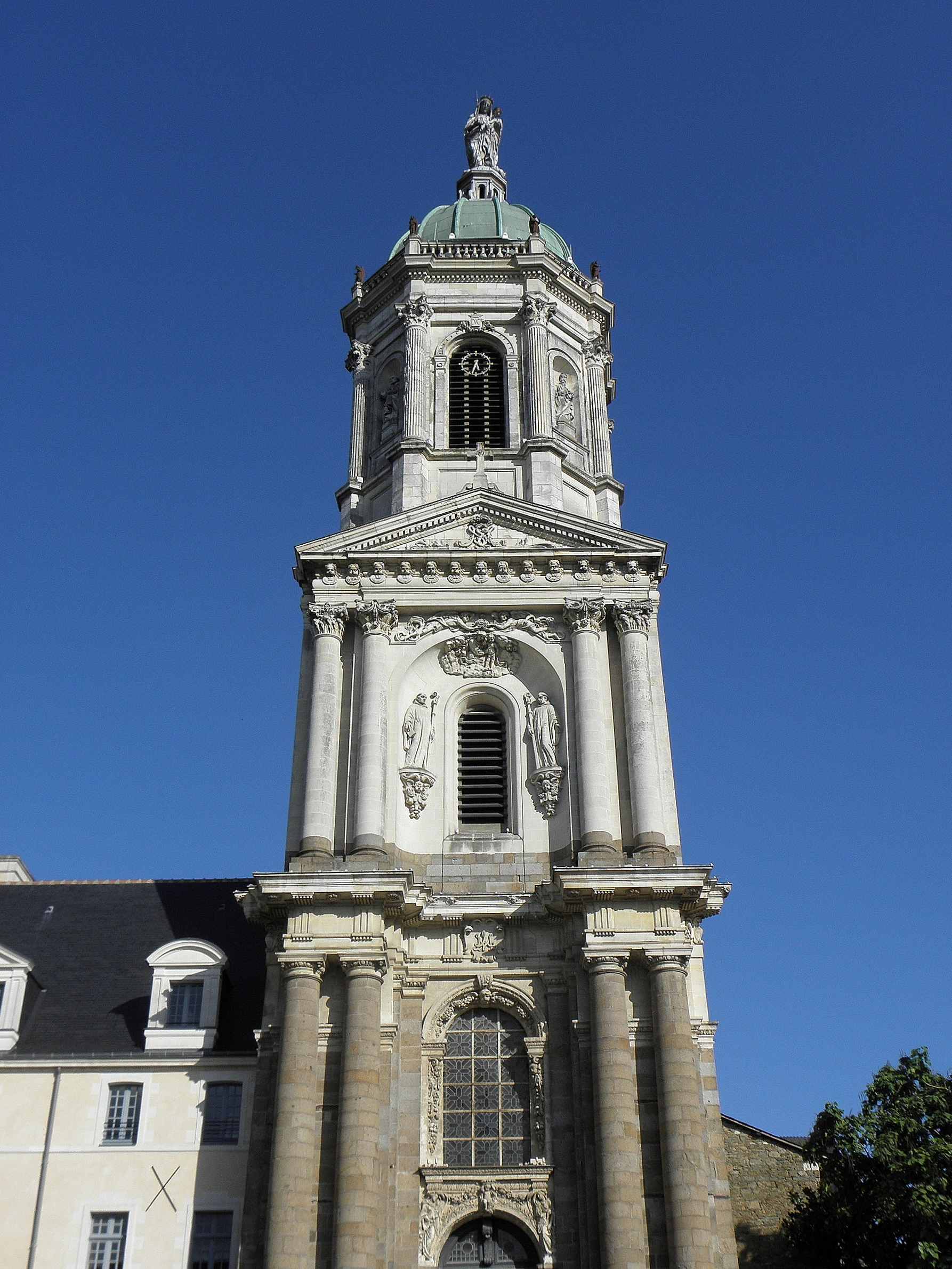
La tour-clocher de Notre-Dame de Rennes.

- Église Notre-Dame de Saint-Jacques-de-la-Lande, bénie en 1852[32],
- Plans de l'église Saint-Mainboeuf du Theil de Bretagne, érigée de 1875 à 1883 par ses fils[23],
- Plans de l'église Saint-Martin de Vitré, construction entreprise en 1868 et consacrée en 1895[33].

Autres édifices religieux :
- École primaire Notre-Dame, à Saint-Just, construite en 1862[34],
- Maison-Mère des Petites sœurs des pauvres à Saint-Pern (1860-1877), dont la chapelle, érigée en 1868[35].

Attributions probables :
- Château de la Noë-Saint-Yves à Bain-de-Bretagne[36],
- Manoir de la Giraudais, à Bains-sur-Oust[37],
- Château de la Vallée, à Betton, œuvre de 1858[38],
- Hôtel particulier, sis 34 rue Jean de Gennes, à Gennes-sur-Seiche, troisième quart du XIXe siècle[39].

Édifices détruits :
- Chapelle des Missionnaires, rue de Fougères, à Rennes, érigée de 1841 à 1844[40] et détruite en février 1964[41],
- Hôtel de Palys, 18 quai Dugay-Trouin, à Rennes, bâti de 1864 à 1868[16].

### Autres départements
- Agrandissement du Château du Crévy à La Chapelle-Caro en 1835[42],
- Restauration et agrandissement du Château de Trédion de 1851 à 1859[43],
- Château de Juzet à Guémené-Penfao, érigé de 1854 à 1860[43],
- Château des Aubiers, à Hillion, terminé par son fils Jules[44],
- Restauration et agrandissement du Château de Kerthomas à Sarzeau, de 1855 à 1859[45].

## Galerie

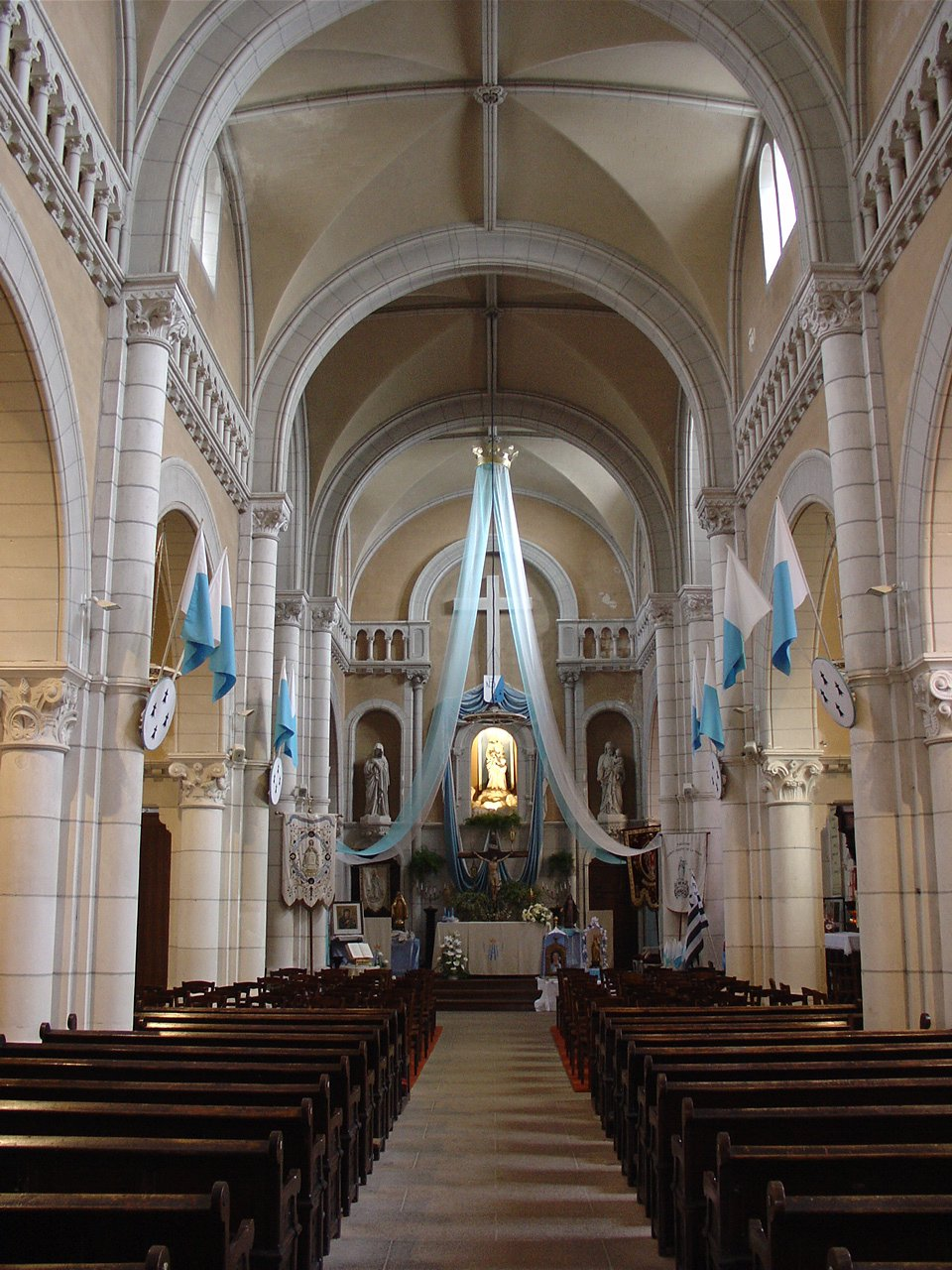
Intérieur de l'église de Bécherel.
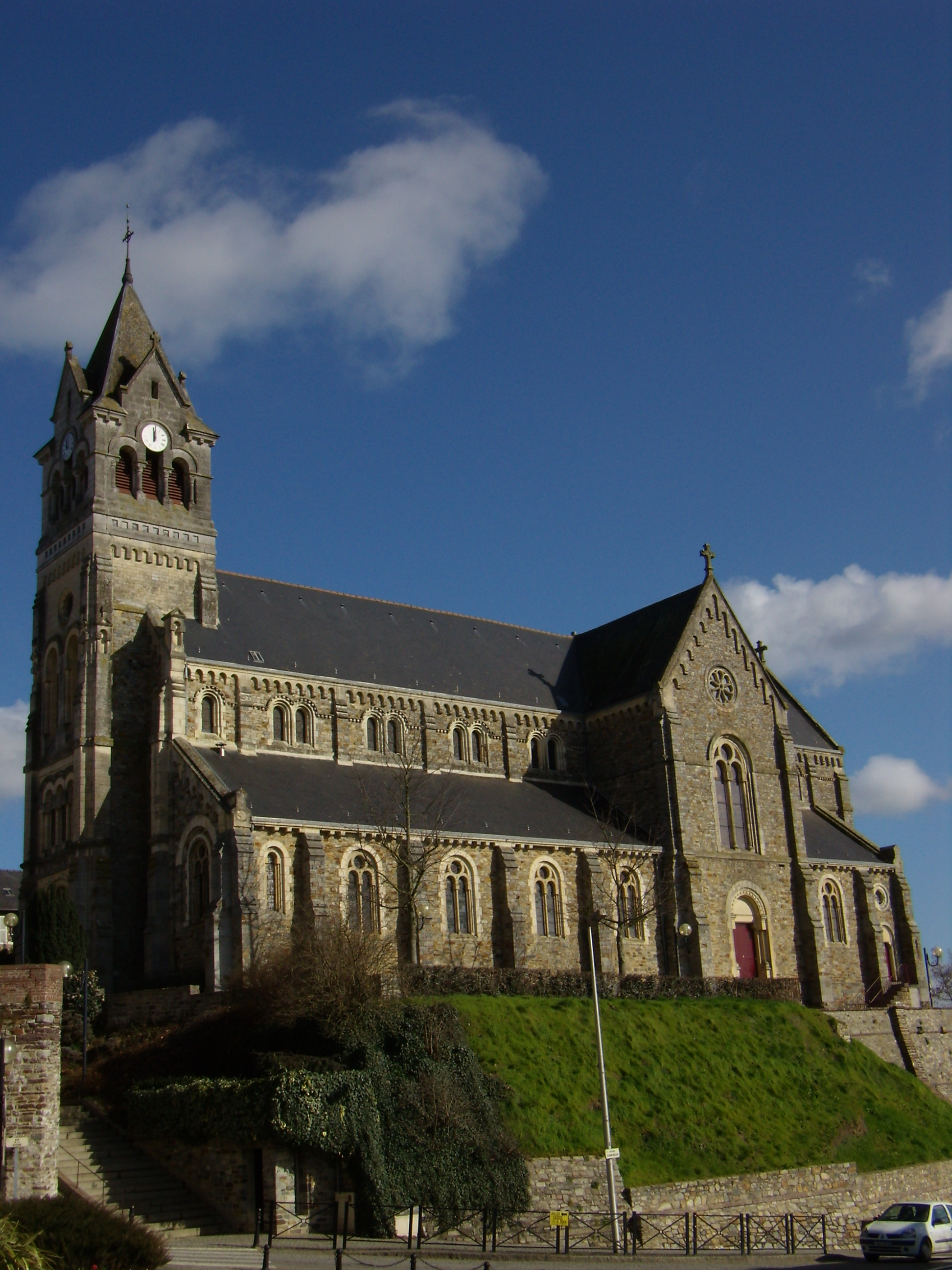
Saint-Martin de Betton.
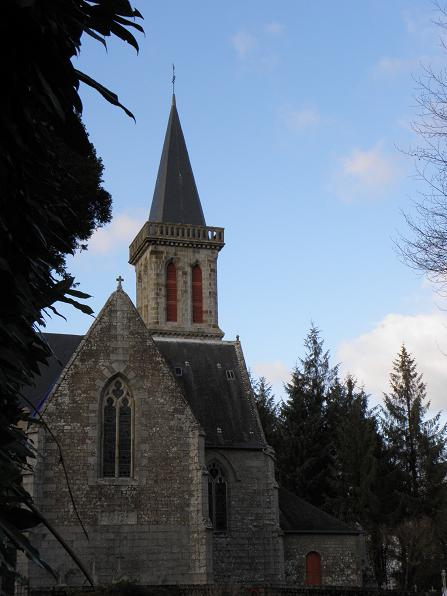
Notre-Dame du Châtellier.
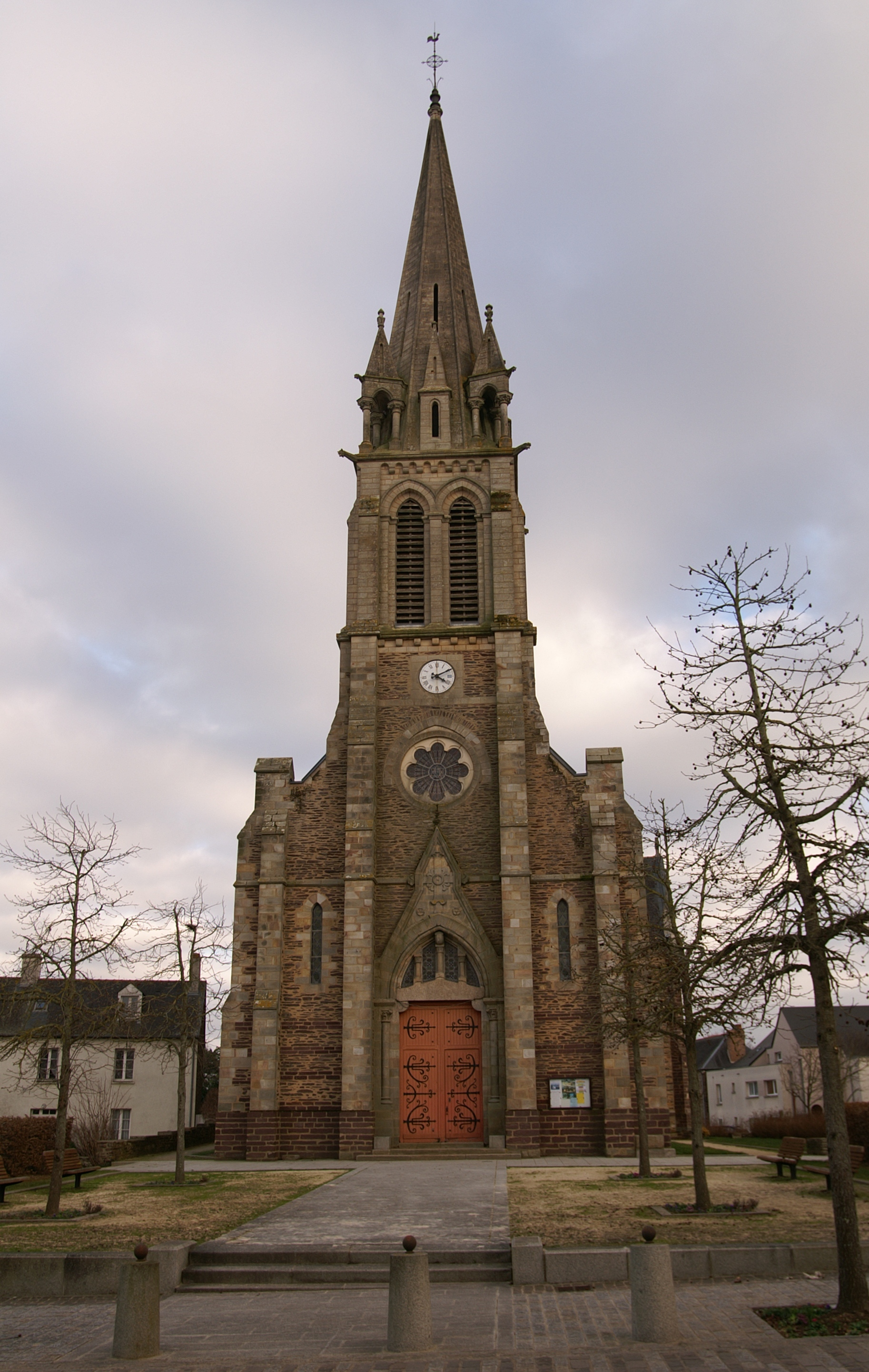
L'église de Goven.
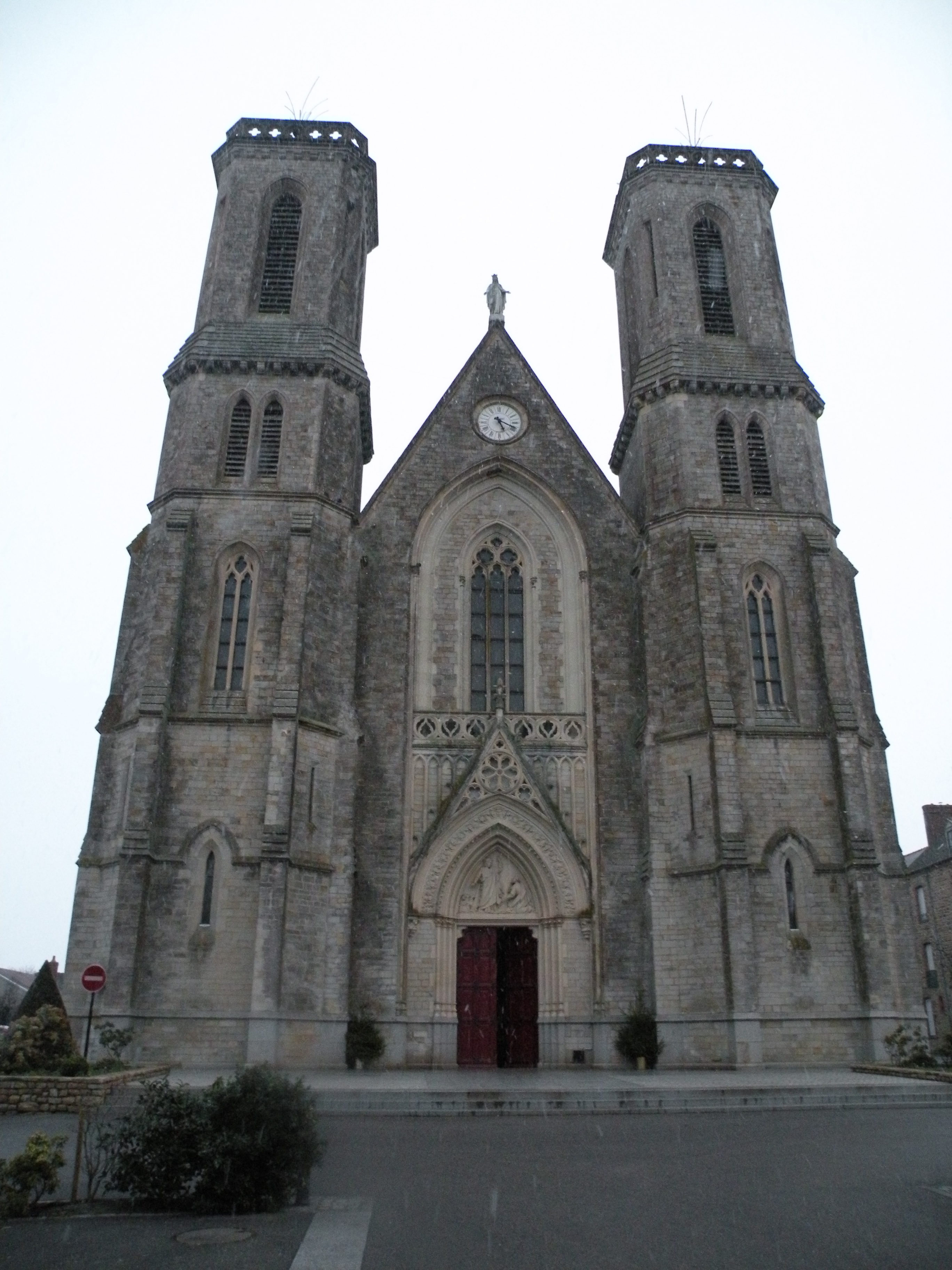
Saint-Pierre de Martigné-Ferchaud.
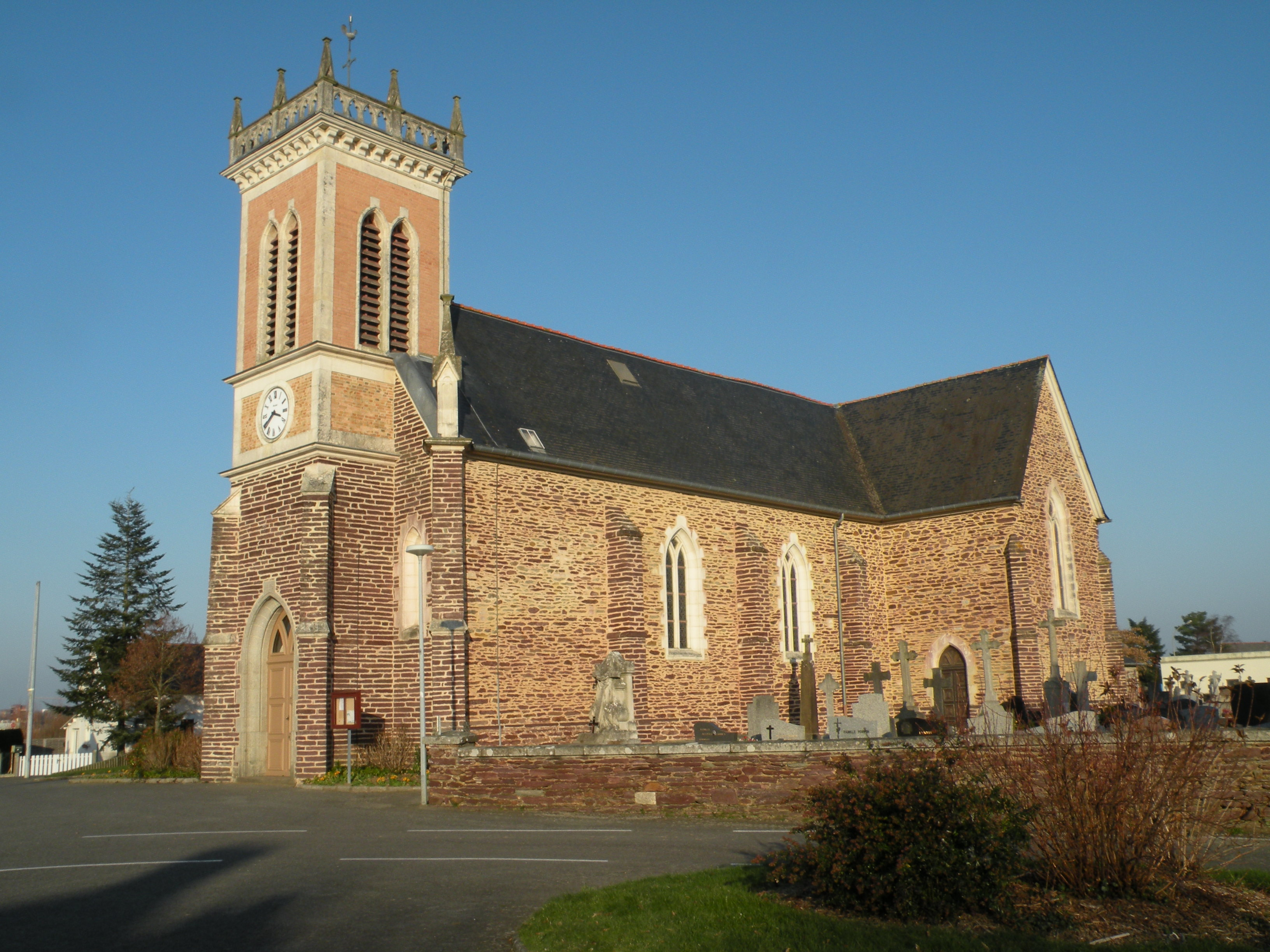
L'église de Saint-Jacques-de-la-Lande.